# Niels Jørgen Haagerup
Niels Jørgen Haagerup (ur. 21 października 1925, zm. 29 czerwca 1986) – duński polityk, dziennikarz, poseł do Parlamentu Europejskiego.

## Życiorys
W 1944 r. został dziennikarzem w „Aarhus Amtstidende” (duńska, lewicowa gazeta wydawana w Aarhus). W 1953 r. uzyskał tytuł magistra w Szkole Prawa i Dyplomacji im. Fletchera w Mass (Stany Zjednoczone). W 1958 r. został rzecznikiem prasowym Północnego Dowództwa NATO (biuro w Kopenhadze). W 1979 r. został wybrany na Posła do Parlamentu Europejskiego.
Zasiadając w Parlamencie Europejskim N.J. Haagerup był:
- członkiem Partii Europejskich Liberałów, Demokratów i Reformatorów.
- członkiem Komisji ds. Kwestii Politycznych (1979–80),
- wiceprzewodniczącym Komisji ds. Kwestii Politycznych (1980–84),
- członkiem Delegacji ds. stosunków ze Stanami Zjednoczonymi (1983–84).[2]